# Traugott Holtz
Traugott Holtz (* 9. Juli 1931 in Brüz (heute Ortsteil von Passow (Mecklenburg)); † 3. Juli 2007 in Halle (Saale)) war ein deutscher evangelischer Theologe und Hochschullehrer. Er wurde aufgrund einer Tätigkeit als inoffizieller Mitarbeiter des Ministeriums für Staatssicherheit (MfS bzw. Stasi) vorzeitig vom Dienst suspendiert.

## Leben
Holtz war ein Sohn des Pastors und späteren Theologieprofessors Gottfried Holtz. Nach dem Abitur in Rostock studierte er an der dortigen Universität ab 1950 Evangelische Theologie. 1956 kam er als Assistent von Gerhard Delling an die Theologische Fakultät der Martin-Luther-Universität Halle-Wittenberg, wo er 1960 promoviert wurde (Dissertation: Die Christologie der Apokalypse des Johannes) und sich 1965 habilitierte (Untersuchungen über die alttestamentlichen Zitate bei Lukas). 1964 wurde er Hochschuldozent in Berlin, 1965 wurde er als Professor an die Universität Greifswald berufen. Von 1971 bis 1993 lehrte er als Nachfolger seines Lehrers Delling Neues Testament an der Theologischen Fakultät in Halle. 

## Bedeutung
Weite Verbreitung fand sein allgemein verständlich geschriebenes Buch Jesus aus Nazareth (Erstausgabe Berlin 1979). Von 1971 bis 2001 war Traugott Holtz Mitherausgeber der Theologischen Literaturzeitung, für die er die Bereiche Neues Testament, Bibelwissenschaft und Judaistik verantwortlich betreute. Bekannt wurden auch seine Kommentare zum 1. Brief des Paulus an die Thessalonicher und zur Offenbarung des Johannes.
Zahlreiche Einzelbeiträge sind in zwei Bänden gesammelter Aufsätze erschienen, von denen der zweite postum erschienen ist und Würdigungen durch Karl-Wilhelm Niebuhr, Eckart Reinmuth und Ulrich Luz sowie eine Darstellung seines neutestamentlichen Lebenswerkes durch Hermann von Lips enthält.

## Schriften (Auswahl)
- Jesus aus Nazareth, Berlin 1979 und Stuttgart 1999, ISBN 3-7668-3617-X.
- Der Erste Brief an die Thessalonicher (= Evangelisch-Katholischer Kommentar zum Neuen Testament, Band XIII). Neukirchen 1986, ISBN 978-3-7887-0752-1.
- Geschichte und Theologie des Urchristentums. Gesammelte Aufsätze (= Wissenschaftliche Untersuchungen zum Neuen Testament, Band 57). Mohr Siebeck, Tübingen 1991, ISBN 3-16-145763-3.
- Die Offenbarung des Johannes (= Das Neue Testament deutsch Bd. 11 – Neuausgabe). Vandenhoeck & Ruprecht, Göttingen 2008, ISBN 978-3-525-51387-3
- Exegetische und theologische Studien. Gesammelte Aufsätze II, herausgegeben von Karl Wilhelm Niebuhr (= Arbeiten zur Bibel und ihrer Geschichte, Band 34). Evangelische Verlagsanstalt, Leipzig 2010, ISBN 978-3-374-02789-7.